# Zřícení silničního mostu ve Vilémově
Ke zřícení silničního mostu ve Vilémově v okrese Havlíčkův Brod došlo ve čtvrtek 4. září 2014 v odpoledních hodinách při jeho rekonstrukci.
Podle náměstka hejtmana kraje Vysočina Libora Joukla byl kamenný obloukový most z roku 1926 v relativně dobrém stavu. Ale protože most (číslo 345-002) byl součástí silnice II/345 mezi Chotěboří a Golčovým Jeníkovem, která procházela od léta 2014 modernizací, měl být kamenný most nahrazen ocelovou mostní konstrukcí. Zakázku v hodnotě 160 milionů korun, kterou financoval Kraj Vysočina, získalo konsorcium společností M-Silnice a Strabag. Modernizaci samotného mostu prováděla subdodavatelská firma Bögl a Krýsl (figurující v železniční nehodě ve Studénce z roku 2008, při které po pádu mostu na železniční trať zahynulo osm osob v soupravě EC 108 Comenius). U firmy Bögl a Krýsl se jednalo v té době už o třetí pád mostu s oběťmi na životech. Opravu navazující silnice zajišťovala společnost Strabag.
Pod mostem protéká říčka Hostačovka.

## Zřícení
Při stavebních pracích na mostě došlo k jeho rozlomení v půlce a zřícení. Důvodem mohlo být to, že se při bourání (rozebírání) mostu současně odbagrovala zemina zásypu mostu (viz foto). Tuto domněnku potvrdilo i rozhodnutí soudu v březnu 2024. Podle náměstka kraje Vysočina Libora Joukla mohla být příčinou zřícení špatná koordinace stavebních prací. Stejný názor má i starosta Vilémova Jiří Lebeda.
Podle slov zasahujících hasičů „byli mrtví uvězněni pod těžkými kameny, které je zatlačily do bahna“.

## Vyprošťování
Policie dostala hlášení tísňové linky ve čtvrtek v 14:41.
Prvního dělníka, který byl jen lehce zraněn, vyprostili záchranáři v odpoledních hodinách. Druhého částečně zavaleného muže vyprostili až večer po čtyřech hodinách. Ve vážném stavu byl letecky transportován do Fakultní nemocnice v Hradci Králové.
Těla zbylých čtyř dělníků, tří Čechů (†35, †28, †? let) a Slováka (†47) byla nalezena během noci ze 4. na 5. září.
Na místě zasahovalo kolem 70 hasičů, 25 policistů a záchranářů. Zasahovali zde také kynologové ze speciálního vyprošťovacího týmu USAR.

## Nový most

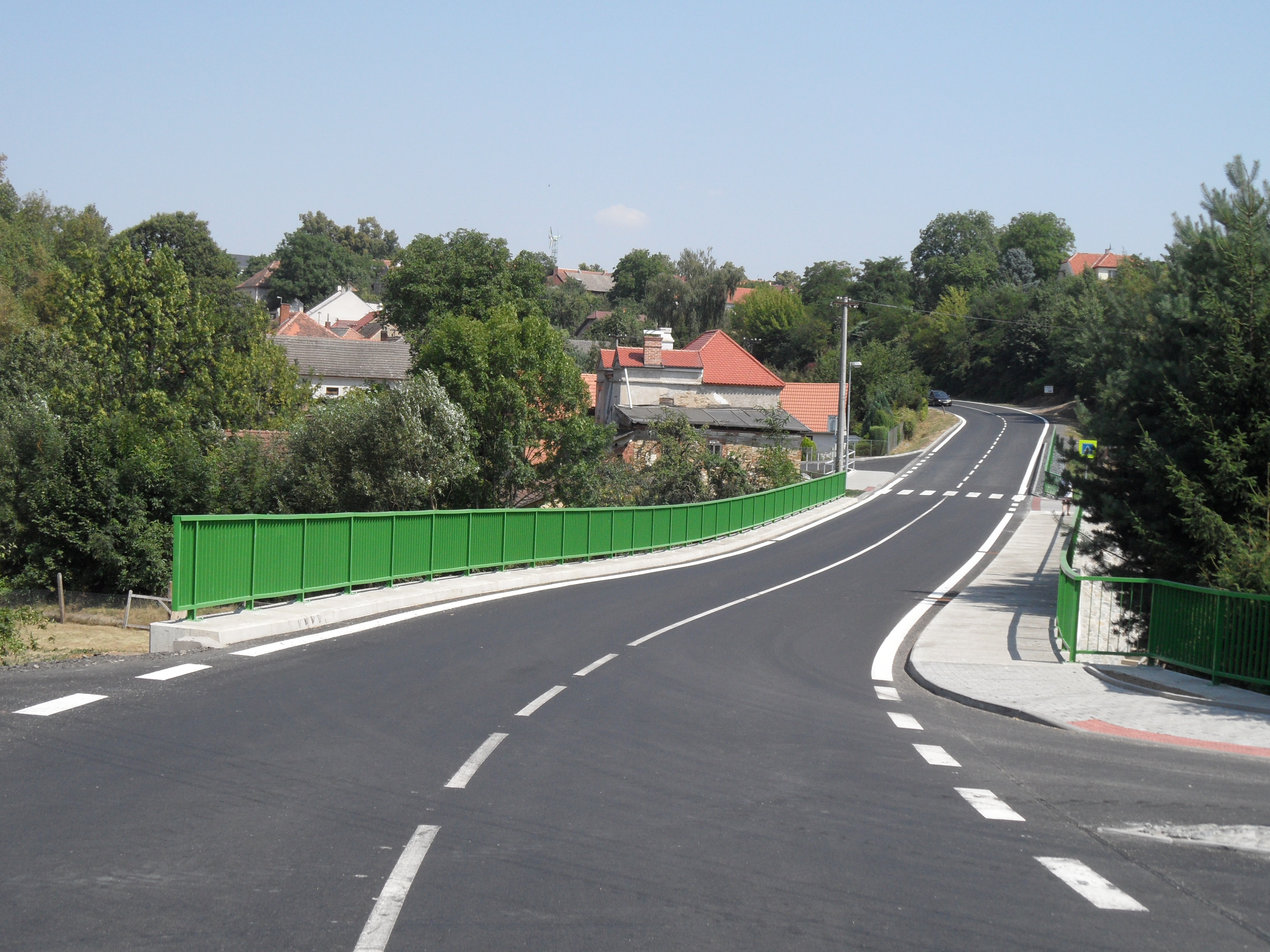
Nový most krátce po otevření

Po přípravných pracích se nový most začal stavět 30. října. Provizorně se most otevřel pro chodce a pro dopravu kyvadlově v jednom pruhu v neděli 14. prosince 2014. V tomto stavu byl most až do března roku 2015, kdy se znovu zavřel aby se mohl dostavět. Nový most byl uveden do provozu v pátek 31. července 2015. Fotografie zachycuje most krátce po otevření (8. srpna 2015).

## Policejní vyšetřování
Policejní kriminalisté vyšetřovali událost pro podezření ze spáchání trestného činu obecného ohrožení z nedbalosti. Viníkům hrozilo tři až deset let vězení.
Po skončení vyšetřování bylo obžalováno celkem deset lidí. Čtyři z nich, kteří na stavbě působili jako dozor či stavbyvedoucí, byli v březnu 2024 odsouzeni k 1,5 roku vězení s podmíněným odkladem na dva roky.

## Pamětní deska obětí

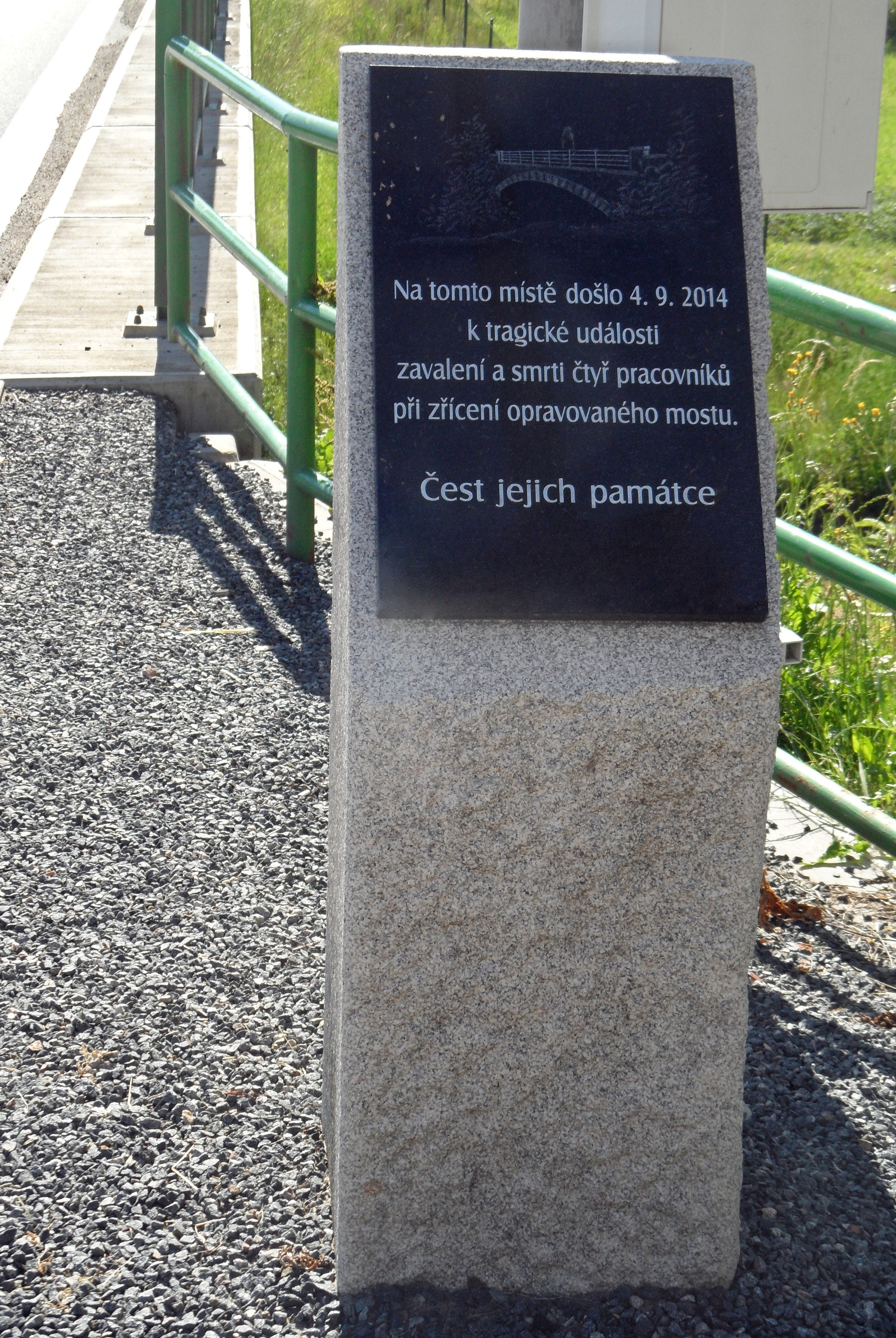
Pamětní deska obětí zříceného mostu

Na okraji nového mostu (při cestě z centra na začátku mostu, na pravé straně) byl 4. září 2015, tedy v den prvního výročí tragédie, odhalen prostý malý památník s černou mramorovou pamětní deskou. Na upraveném prostoru vykládaném kamínky stojí světlý podstavec a na něm je upevněna tmavá deska. Místo bylo zvoleno tak, aby bylo dobře viditelné, je u přechodu pro chodce.
V horní části mramorové desky je malý obrázek původního mostu a pod ním následující nápis (rodiny obětí se nepřály uvádět jména): „Na tomto místě došlo 4. 9. 2014 k tragické události zavalení a smrti čtyř pracovníků při zřícení opravovaného mostu. Čest jejich památce.“
O vznik pamětní desky se zasloužilo vedení městyse Vilémov. Starosta Jiří Lebeda k tomu uvedl: „Byla to otřesná a tragická událost, jedno z největších neštěstí v historii městyse. Byla naše občanská povinnost událost si připomenout a věnovat jí alespoň malý pomníček“.
Během pietní vzpomínky, které účastnili starosta, farář a rodiny dvou ze čtyř obětí byly přesně v poledne u památníku položeny květiny, zapáleny svíčky a odhalena pamětní deska. Vilémovský farář Gabriel Burdej pamětní desku požehnal a řekl k tomu: „Památník by měl připomínat, že lidský život je nutné chránit za každou cenu.“